# Somewhere Tonight (canción)
«Somewhere Tonight» —en castellano: «En algún lugar esta noche»— es una melodía grabada e interpretada por la agrupación canadiense de hard rock Triumph.   Fue compuesta por Gil Moore, Mike Levine y Mladen. Aparece por primera ocasión en el álbum Edge of Excess, publicado por Virgin Records en Canadá y Victory Records en los EE. UU. respectivamente en 1992.

## Publicación y recibimiento
Sólo en Canadá y en el año de 1992, se lanzó esta canción como el tercer sencillo promocional de Edge of Excess, siendo este el último sencillo de la banda.  Mike Levine y Noel Golden fueron los productores de este material discográfico. Parecido a sus dos últimos antecesores, este sencillo fue lanzado en formato de disco compacto y enlista el tema homónimo.
Esta canción no consiguió entrar en las listas de éxitos tanto en Canadá como en los Estados Unidos.

## Dato curioso
En la cara del disco, se acredita erróneamente a Gil Moore como escritor de la melodía bajo el nombre de «Gilmoore».

## Lista de canciones
| N.º | Título              | Escritor(es)                     | Duración |  |
| 1.  | «Somewhere Tonight» | Gil Moore / Mike Levine / Mladen | 4:34     |  |

## Créditos
- Gil Moore — voz principal, batería y coros.
- Mike Levine — bajo
- Phil Xenidis — guitarra